# Susanne Seitz
Susanne Seitz (* 21. Februar 1964 in Wertingen) ist eine deutsche Romanschriftstellerin.

## Leben und Werk
Bereits mit dreizehn Jahren begann sie zu schreiben. Zehn Jahre später publizierte sie ihren ersten Roman "Wer ohne Sünde ist....", der mittlerweile in der 6. Auflage erschienen ist. Ihre Bücher, größtenteils historische Romane, befassen sich mit sexueller und emotionaler Abhängigkeit, Inzest, Homosexualität, Selbstfindung, Verlust und Einsamkeit.

## Werke
- Wer ohne Sünde ist. Droemer Knaur, München, 1987, ISBN 978-3426029565.
- Porträt einer Fremden. Droemer Knaur, München, 1989.
- Die Kaufmannstochter. Droemer Knaur, München, 1991.
- Lena Schuster. Droemer Knaur, München, 1993.
- In Ketten tanzen. Herbig, 1993, ISBN 978-3776618006.
- Hegebrechts Töchter. Droemer Knaur, München, 1994, ISBN 978-3426193365.
- Welfenbrand. Droemer Knaur, München, 1995, ISBN 978-3426608524.
- Sirenenbrunnen. Droemer Knaur, München, 1997, ISBN 978-3426660423.
- Die Pfalzgrafen Ottheinrich und Philipp. 2010, Sutton Verlag, Erfurt, ISBN 978-3-86680-712-9.